# Angelo Musa
Angelo Musa, né le 27 novembre 1970 à Nancy en France, est un chef pâtissier français.
Faisant partie des Meilleurs Ouvriers de France pâtissier-confiseur en 2007, il est également Champion du monde de la Pâtisserie en 2003 (capitaine de l'équipe de France), et reçoit les insignes de Chevalier de l'ordre des Arts et des Lettres en 2020. 

## Biographie
Angelo Musa naît le 27 novembre 1970 à Nancy. Issu d’un milieu modeste, il est le fils de Marco, un entrepreneur en maçonnerie, et de Jacqueline.
Il entre à l’École Hôtelière Raymond Mondon de Metz en 1990. Après son diplôme de brevet de technicien, il est contraint à la suite d'un accident de moto de se rediriger vers la pâtisserie. Il entame son apprentissage au sein de la pâtisserie Bourguignon à Metz et obtient son CAP pâtissier en candidat libre.
Angelo Musa passe cinq années chez Oberweis au Luxembourg avec Franck Michel.
Il intègre le Palais du chocolat chez Pascal Caffet à Troyes.
À partir de mars 2008, il gère la société de conseil Papilio Conseil qui lui permet notamment de participer à l'ouverture de la Pâtisserie des Rêves, de Philippe Conticini à Paris.
En 2015-2016 il est consultant international.
En 2016, et sur la recommandation du chef Alain Ducasse, il est nommé chef pâtissier exécutif de l'Hôtel Plaza Athénée à Paris. Il succède  à Christophe Michalak,.
Son premier livre, une autobiographie ''Ma promesse'' paraît en 2019 aux éditions de La Martinière, dont les photographies sont signées Laurent Fau et les textes de Céline Manoukian.
En 2020, il reçoit les insignes de chevalier de l'ordre des Arts et des Lettres. 
Passionné par la confection de confitures, il lance en 2021 une collection sur son site de boutique en ligne.
En 2022, il ouvre son salon de thé au quatrième étage de l'iconique Harrods, à Londres. 

## Récompenses
- Champion de France en 2001
- Champion du monde en 2003[2]
- Meilleur Ouvrier de France pâtissier-confiseur en 2007[3]
- Chevalier de l'ordre des Arts et des Lettres en 2020[9]